# تينا غيروارد
تينا غيروارد (بالإنجليزية: Tina Girouard)‏ هي فنانة أمريكية، ولدت في 1946 في ديكوينسي في الولايات المتحدة.